# Jaune indien

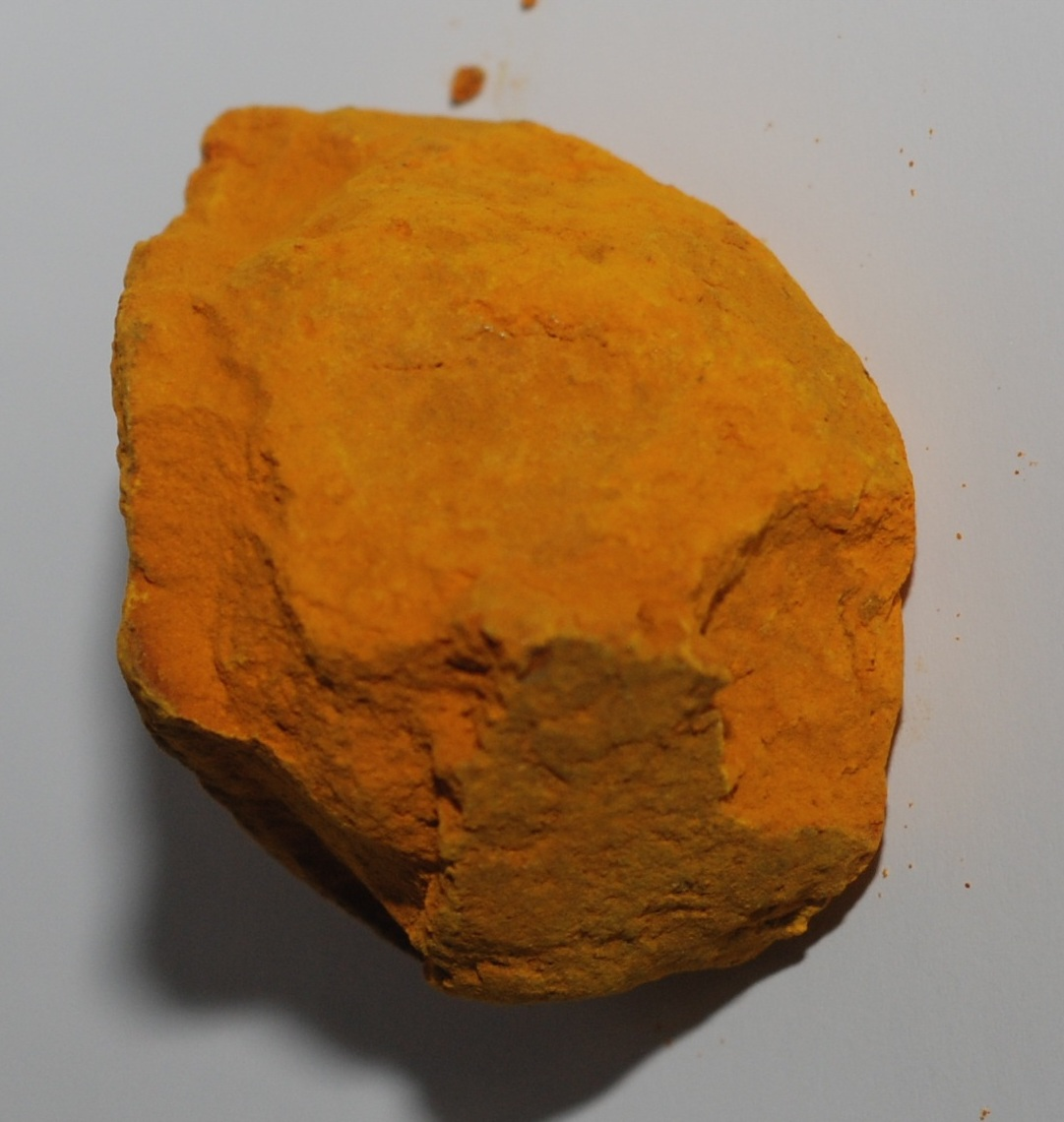
Jaune indien, Collection historique de colorant de l'université technique de Dresde (Allemagne)

Le jaune indien est un colorant naturel jaune orangé.
Il fut particulièrement utilisé en Inde à partir du XVe siècle comme couleur pour les miniatures.

## Composition
Le jaune indien était extrait d'une pâte appelée Purrey ou Pioury, dont l'origine est restée mystérieuse jusqu'en 1880. La plupart des sources postérieures indiquent que cette pâte était tirée de l'évaporation de l'urine de vaches nourries avec des feuilles de manguiers et de l'eau. Le colorant jaune indien était un colorant très coûteux, les vaches n'en produisant que cinquante grammes par jour et mourant en deux ans de leur régime spécial (PRV2). Cette production au Bengale fut interdite en 1908.
Un substitut industriel avait déjà été produit, par un « mélange de dérivés nitrés, ou par une solution d'acide euxanthique, sulfate de magnésie, alun et sel ammoniac ».
Cette histoire, citée par la plupart des sources depuis qu'elle a été divulguée en 1881, a été remise en cause en 2004. D'après Victoria Finlay, elle ne reposerait que sur un seul témoignage, contredisant les recherches qui avaient établi une origine végétale et celles, ultérieures, qui ont établi une possibilité bien plus réaliste d'extraire le pigment des pousses de manguier, qui est de préparer des décoctions de feuilles en milieu acide ; elle n'a trouvé dans les archives aucune trace de la supposée interdiction ; et la fin de l'importation s'explique par les alternatives industrielles survenues à partir de l'essor de l'industrie chimique à la fin du XIXe siècle. L'origine de l'histoire, et aussi bien son succès, serait à rechercher dans les relations coloniales.
Les marchands de couleurs proposent sous le nom de Jaune indien divers pigments jaunes, principalement organiques.

## Nuanciers
Au XIXe siècle, Chevreul entreprit de repérer les couleurs entre elles et par rapport aux raies de Fraunhofer. Il cote le jaune indien du marchand Gautier-Bouchard 4 orangé-jaune 10 ton.
Le Répertoire des couleurs de 1905 en donne quatre tons, placés entre le Jaune de chrome moyen et le Jaune Succin. Il enregistre comme synonymes Purrey, Pioury, et pour les substituts industriels, Jaune azo, Azoflavine, Jaune nouveau, Curcumine (RC1).
Dans les nuanciers modernes de couleurs pour artistes, on note Jaune Indien (imit.), 590 Jaune indien orangé ; 319 jaune indien et 320 jaune indien foncé ; jaune indien.